# Force India
La Force India è stata una scuderia indiana di Formula 1 con sede a Silverstone, nel Regno Unito, di proprietà della società "United Breweries Group" del magnate indiano Vijay Mallya, del gruppo finanziario Sahara India Pariwar e della famiglia Mol, attiva nella massima categoria automobilistica dal 2008 al 2018.
Nel corso della sua ultima stagione, in seguito alla vendita della squadra all'investitore canadese Lawrence Stroll, ha disputato gli ultimi 9 Gran Premi con la denominazione di Racing Point Force India F1 Team e con licenza britannica.

## Storia

### Dalla Jordan alla Force India
Erede della Jordan Grand Prix, la squadra era stata ceduta al Midland Group del finanziere russo-canadese Alex Shnaider a fine 2004, correndo con il nome di Midland F1 Racing o MF1 Racing per buona parte della stagione 2006. Dopo la cessione alla Spyker a partire dal Gran Premio d'Italia il team ha corso con il tradizionale colore olandese arancione e il nome di Spyker MF1 Racing per l'impossibilità regolamentare di cambiare completamente il nome a stagione in corso. Ha preso il nome di Spyker F1 con l'inizio della stagione 2007 per trasformarsi infine in Force India F1 quando la squadra è stata acquistata dalla famiglia Mallya.

### La nuova squadra
Nell'ottobre del 2007, l'imprenditore indiano Vijay Mallya ed il suo socio olandese Michiel Mol hanno acquistato il team Spyker F1. L'obiettivo era lanciare la prima scuderia con una forte caratterizzazione indiana nella storia della Formula 1. L'acquisto è stato ufficializzato il 5 ottobre 2007. Per il 2008 la scuderia ha assunto la denominazione di Force India F1. Mallya ha promesso di far correre le monoposto con la bandiera indiana dipinta sulla carrozzeria e la scuderia è stata iscritta con licenza indiana.
Il 10 gennaio 2008 sono stati ufficializzati i piloti: Adrian Sutil (già pilota Spyker) e Giancarlo Fisichella (ex Renault) come piloti titolari, mentre Vitantonio Liuzzi (ex Toro Rosso) è stato ingaggiato come collaudatore.
La prima vettura della scuderia, denominata VJM01, è stata presentata l'8 febbraio 2008 nella città indiana di Mumbai.

### Collaborazione con Ferrari (2008)

#### 2008

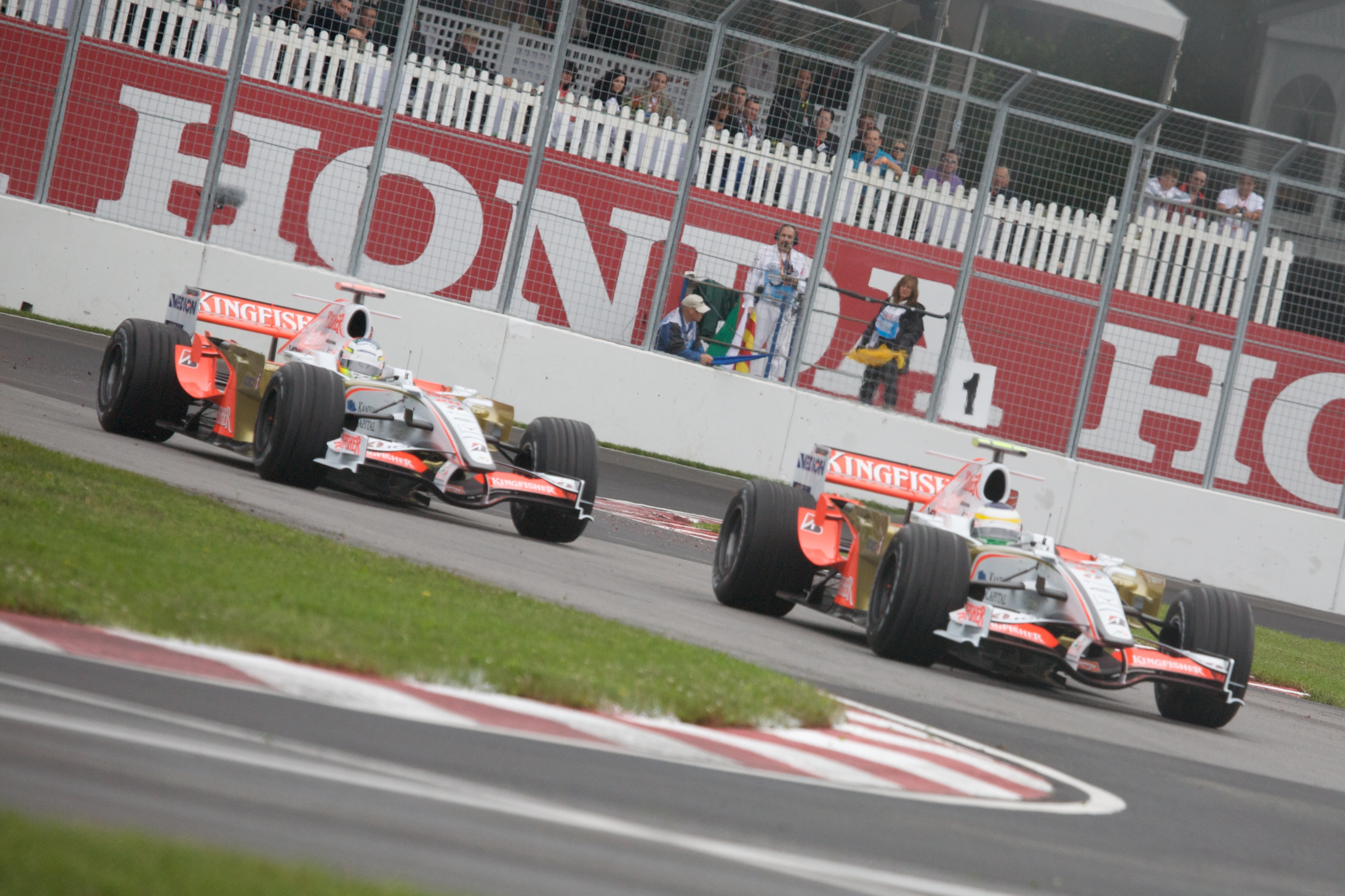
Fisichella e Sutil in pista durante il Gran Premio del Canada 2008.

La stagione 2008 è stata la prima annata per questa scuderia sotto il nome di Force India. È stata un'annata abbastanza complicata in quanto la VJM01, vetusta vettura derivante dalla Jordan del 2004, spinta da un motore Ferrari V8, si rivelò essere più veloce della sola Super Aguri, che per altro si ritirò dopo soli 4 gran premi. Talvolta le vetture riuscivano ad issarsi a centro gruppo, soprattutto con Giancarlo Fisichella ma la Force India non è riuscita a cogliere neanche un punto a causa dei problemi di affidabilità (18 ritiri stagionali). Conclude la stagione al 10º posto.

### Collaborazione con Mercedes (2009-2018)

#### 2009

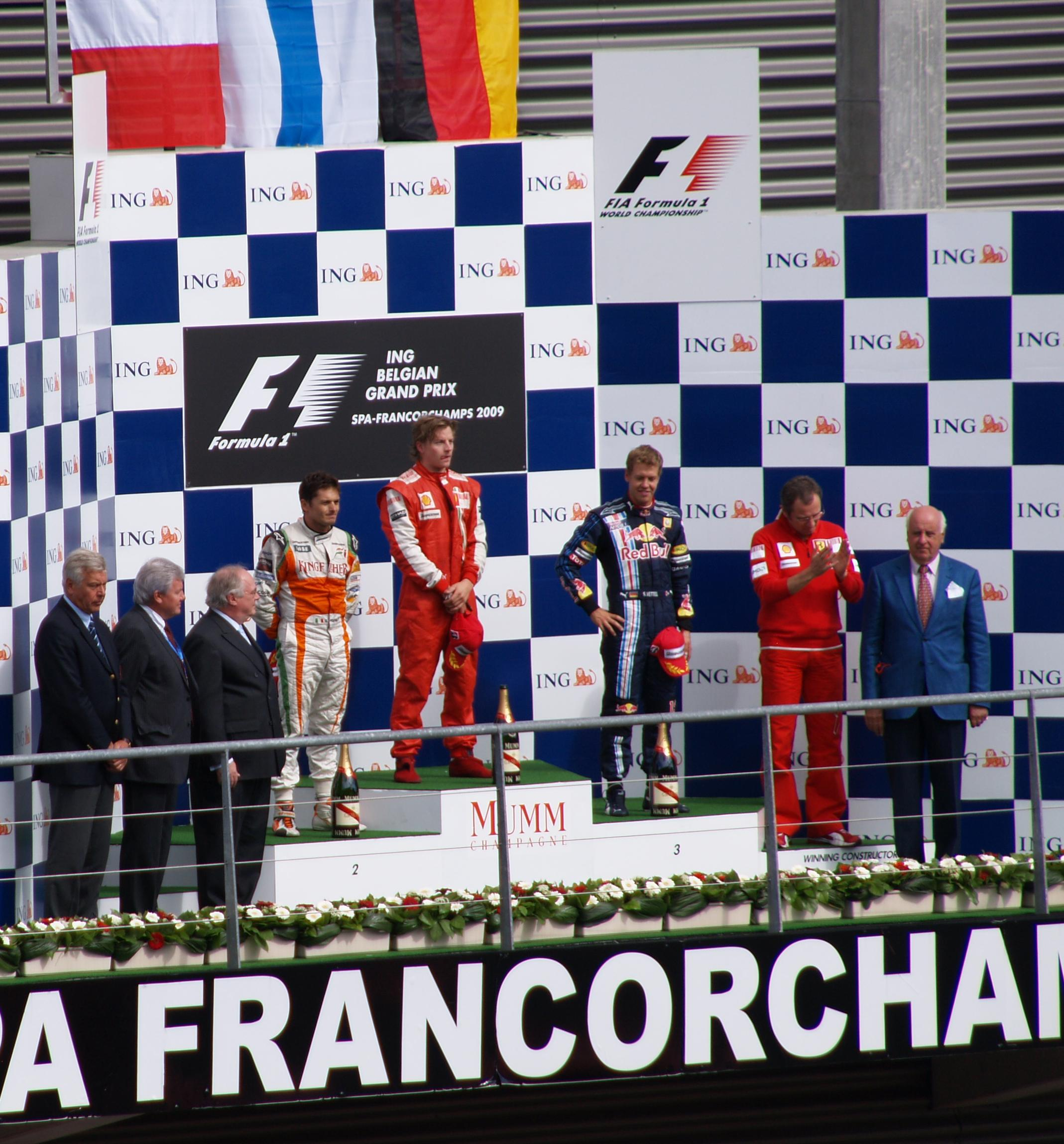
Fisichella sul podio del Gran Premio del Belgio 2009, dopo essere partito dalla pole position

Per il 2009 è stata definita la collaborazione tra McLaren e Force India. La squadra di Ron Dennis ha fornito il motore, il cambio e il KERS, dando anche indicazioni sull'architettura delle sospensioni posteriori. L'ufficio marketing McLaren avrebbe girato alla scuderia indiana alcune sponsorizzazioni al momento non sfruttate dalla squadra di Woking. La Force India si può difatti considerare un team satellite della McLaren.
I piloti sono confermati dal 2008: Adrian Sutil e Giancarlo Fisichella.
Il 28 febbraio è stata presentata la monoposto VJM02 con la quale verrà affrontata la stagione 2009. Il giorno successivo sono iniziati i test sul circuito di Jerez de la Frontera.
La squadra è andata in più di un'occasione molto vicina alla zona punti: Sutil è arrivato nono in Australia, è andato in testacoda in Cina mentre era sesto, e ha fatto un incidente con Kimi Räikkönen in Germania mentre era settimo; Fisichella è arrivato nono a Monaco. La squadra si dimostra comunque in crescita, e nelle qualifiche i piloti riescono spesso ad arrivare in Q2.
Il 29 agosto in occasione del Gran Premio del Belgio, Giancarlo Fisichella ha conquistato la prima pole position nella storia della scuderia.
Il 30 agosto in occasione dello stesso Gran Premio, il pilota romano è arrivato secondo, conquistando 8 punti, anche questi i primi nella storia della scuderia, così come il primo podio della scuderia.
Il 3 settembre la Force India ha comunicato di aver svincolato il pilota Giancarlo Fisichella permettendogli così di diventare pilota della Ferrari per le 5 gare rimanenti della stagione 2009, sostituito da Vitantonio Liuzzi, già collaudatore della scuderia indiana.
Due settimane dopo, a Monza, la squadra ha confermato i suoi progressi, con entrambi in piloti in Q3: Sutil secondo in griglia, Liuzzi settimo. In gara la vettura si è dimostrata nuovamente competitiva, riuscendo a piazzare il tedesco quarto, che ha colto anche il primo giro veloce nella storia della scuderia. Sfortunatamente il pilota pugliese è stato costretto al ritiro dopo un problema meccanico.
Questi risultati permettono alla Force India di salire al 9º posto in classifica costruttori con 13 punti.

#### 2010
Anche per il 2010 la scuderia conferma come piloti Adrian Sutil e Vitantonio Liuzzi. Pur non ripetendo gli exploit della stagione precedente, la scuderia indiana continua a progredire, inserendosi stabilmente a centro gruppo insieme a Williams, Sauber e Toro Rosso. A metà stagione Sutil fa segnare una striscia di sei arrivi a punti consecutivi, che portano la Force India ad occupare saldamente la sesta posizione nel campionato costruttori. Tuttavia, il finale di stagione è meno positivo e la scuderia indiana conclude il campionato al settimo posto del campionato costruttori con 68 punti, ad una sola lunghezza dalla Williams.

#### 2011
Nel 2011 viene confermato Adrian Sutil, mentre Paul di Resta sostituisce Vitantonio Liuzzi. Come terzo pilota viene ingaggiato Nico Hülkenberg, proveniente dalla Williams. I risultati sono anche migliori di quelli dell'anno precedente: dopo un inizio di stagione non brillantissimo la squadra indiana si impone nettamente come sesta forza nel mondiale, piazzando almeno una vettura nei punti in nove delle ultime dieci gare e conquistando il sesto posto nel campionato costruttori con 69 punti.
Poco prima del Gran Premio di Corea Mallya annunciò di aver ceduto metà delle sue quote della scuderia al gruppo Sahara India Pariwar. Dopo tale operazione Mallya e il gruppo neoentrato possedevano il 42,5% delle azioni a testa, mentre il 15% restante rimaneva di proprietà della famiglia Mol. Dalla stagione successiva, e fino al Gran Premio d'Ungheria 2018, il team fu ribattezzato Sahara Force India F1 Team.

#### 2012

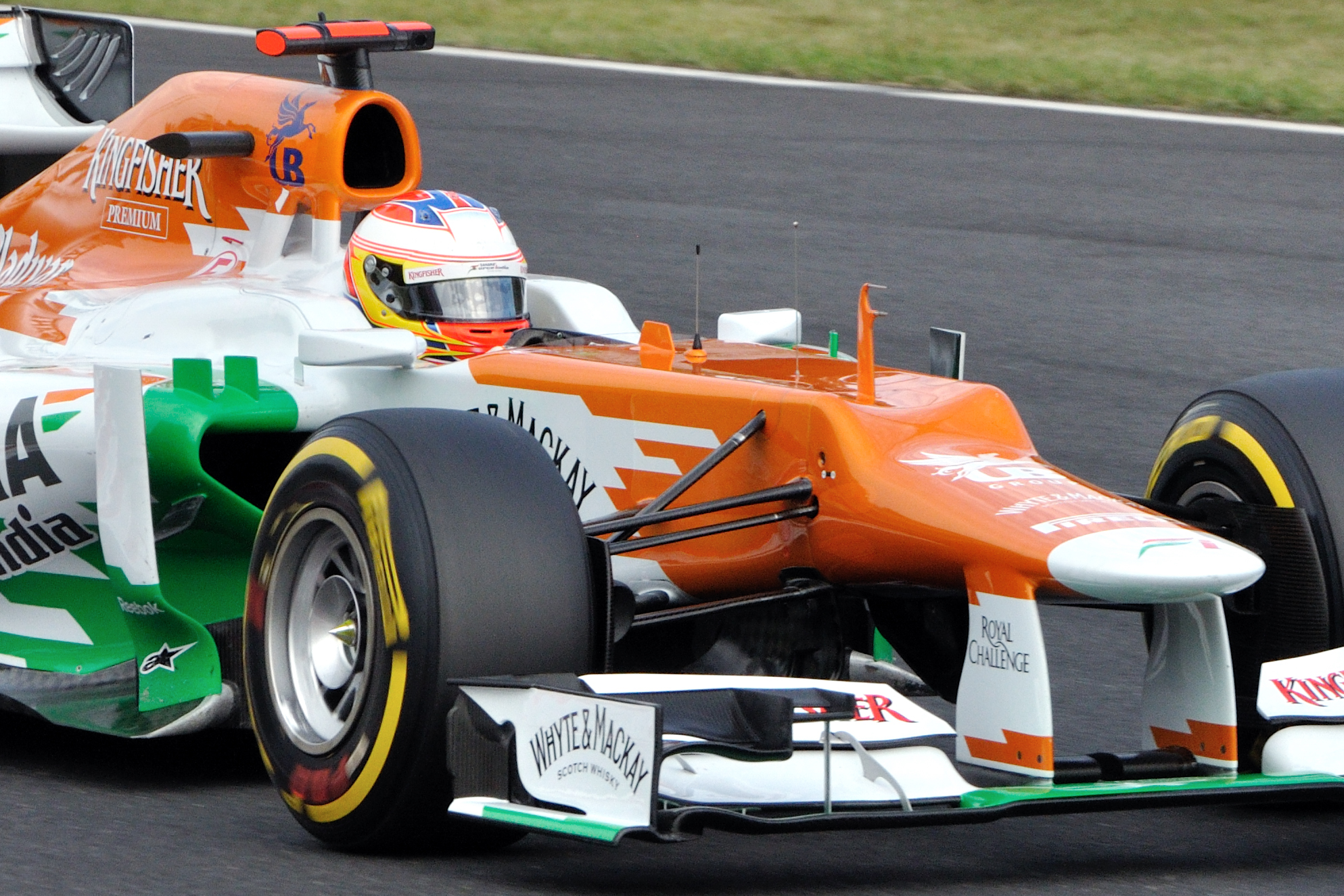
Di Resta in azione nel 2012

Nel 2012 il collaudatore Hülkenberg viene promosso pilota titolare al fianco del confermato Di Resta. Pur non facendo registrare exploit paragonabili a quelli delle rivali Williams e Sauber, la nuova VJM05 si dimostra piuttosto costante nelle prestazioni, tanto che solo in quattro occasioni su venti la Force India non fa segnare punti. I migliori risultati sono due quarti posti, conquistati da Hülkenberg e Di Resta rispettivamente nel Gran Premio del Belgio e in quello di Singapore. Nell'ultima gara della stagione, in Brasile, Hülkenberg sfrutta le condizioni meteo variabili per prendere la testa della corsa. In seguito a un contatto con Hamilton, però, il pilota tedesco viene penalizzato, scivolando in quinta posizione.
La Force India chiude il 2012 con 109 punti, che le valgono la settima posizione nel campionato costruttori.

#### 2013
Per il 2013, perso Hülkenberg a favore della Sauber, la Force India ingaggia nuovamente Sutil, affiancandolo a Di Resta. La prima parte di stagione è molto positiva per la scuderia indiana, che nelle prime otto gare coglie 59 punti, arrivando a precedere in classifica costruttori anche la McLaren. Tuttavia, in seguito alla decisione della Pirelli di tornare a degli pneumatici più simili a quelli della stagione precedente per motivi di sicurezza, la Force India ha una seconda metà di campionato decisamente meno brillante. La scuderia indiana accumula, infatti, appena 18 punti nelle rimanenti 11 gare, perdendo la quinta posizione nel mondiale costruttori a favore della McLaren. I buoni risultati delle prime gare sono comunque sufficienti a conservare il sesto posto finale nella classifica costruttori.

#### 2014

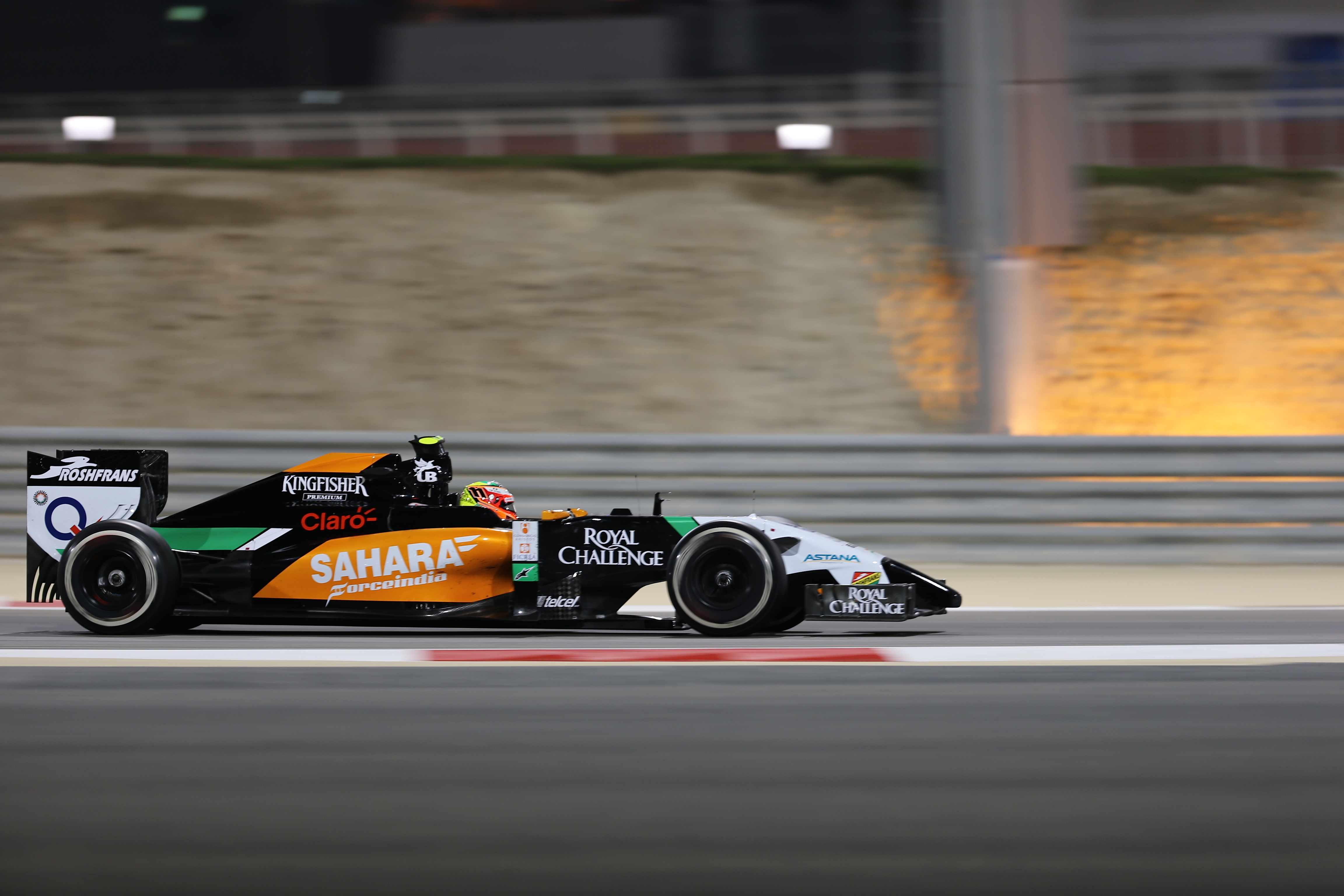
Pérez al Gran Premio del Bahrein 2014, dove conquista il podio giungendo terzo

Nel 2014 la scuderia indiana cambia entrambi i piloti, ingaggiando il rientrante Hülkenberg e il messicano Sergio Pérez. L'avvio di stagione è il migliore di sempre per la Force India, che nelle prime quattro gare coglie sette piazzamenti a punti, e per mano di Pérez il primo podio dal 2009 in Bahrein, ponendosi temporaneamente al terzo posto nella classifica costruttori.
Nella seconda parte della stagione la competitività delle monoposto indiane diminuisce progressivamente. Hülkenberg e Pérez conquistano comunque punti in tutte le gare in programma ad eccezione del Gran Premio d'Ungheria e del Gran Premio degli Stati Uniti, nei quali entrambi sono costretti al ritiro.
La Force India termina al sesto posto nella classifica costruttori, con 155 punti.

#### 2015
Nel 2015 la Force India conferma i piloti della stagione precedente.
La prima parte della stagione è piuttosto avara di risultati per la scuderia indiana, che fa segnare punti solo occasionalmente. La situazione migliora radicalmente a partire dal Gran Premio di Gran Bretagna, in occasione del quale la Force India porta in gara una versione evoluta della propria monoposto. I miglioramenti della vettura consentono a Hülkenberg e a Pérez di lottare costantemente per la zona punti.
Il pilota messicano, in particolare, ottiene diversi buoni piazzamenti, tra i quali anche un terzo posto nel Gran Premio di Russia. Il compagno di squadra fa invece segnare meno punti, anche per via del maggior numero di ritiri (cinque nelle undici gare nelle quali è stata impiegata la monoposto B).
La Force India migliora la posizione ottenuta nella stagione precedente, chiudendo al quinto posto nella classifica costruttori, con 136 punti.

#### 2016

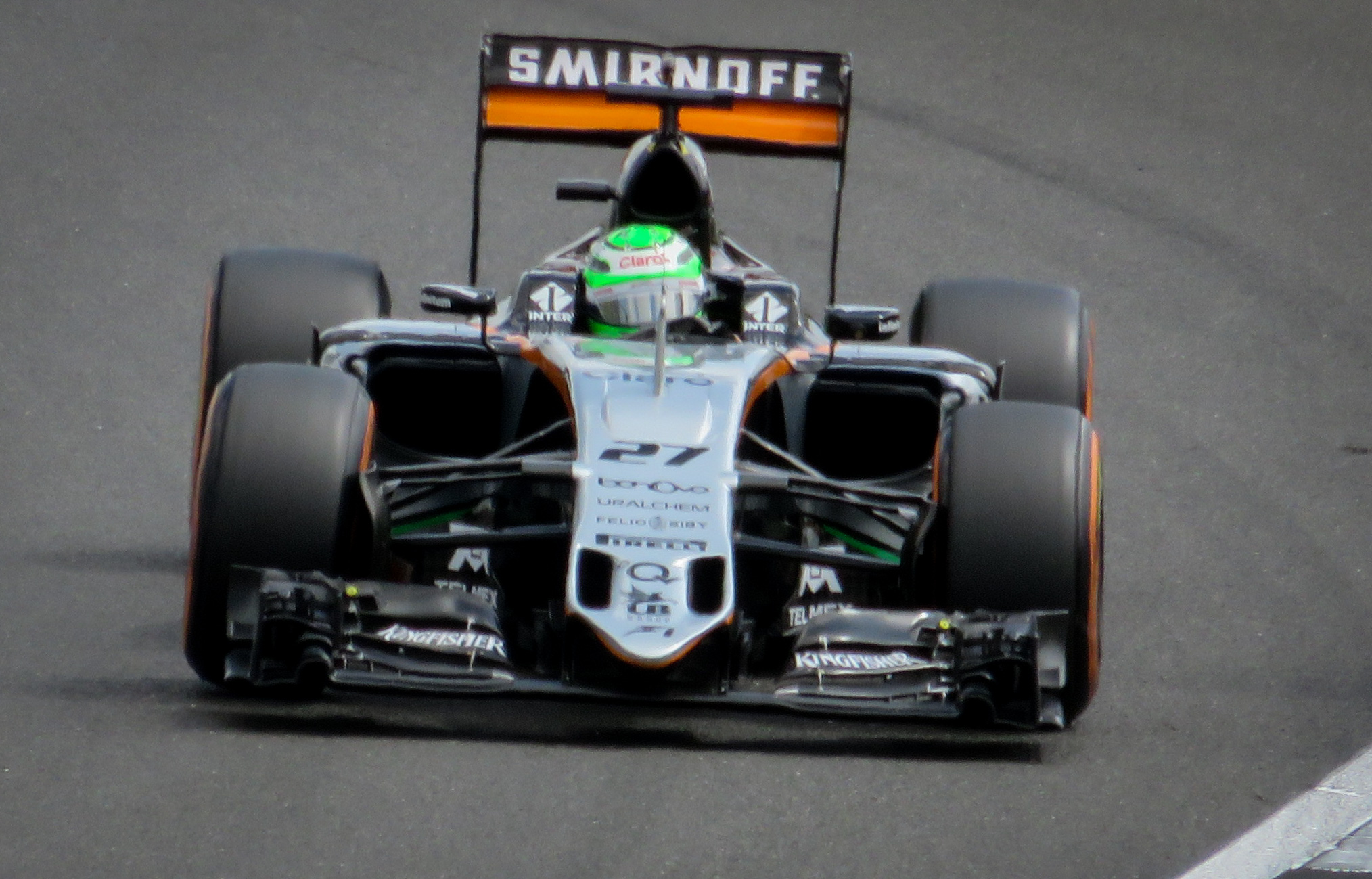
Hülkenberg sulla vettura del 2016

Come avvenuto nella stagione precedente, nelle prime gare del 2016 la Force India coglie pochi risultati positivi, con un settimo posto conquistato da Hülkenberg come unico piazzamento a punti nei primi tre Gran Premi. La situazione migliora nettamente a partire dal Gran Premio di Monaco, nel quale Pérez conquista il terzo posto e Hülkenberg il sesto; il pilota messicano torna a podio anche nel Gran Premio d'Europa, sempre con il terzo posto.
Nel successivo Gran Premio d'Austria Hülkenberg scatta addirittura dalla prima fila, ma in gara entrambi i piloti si ritirano nelle fasi conclusive.
Nel resto della stagione Hülkenberg e Pérez continuano a segnare punti con regolarità, pur non cogliendo ulteriori podi. I buoni piazzamenti consentono alla Force India di rimontare nel campionato costruttori, contendendo alla Williams il quarto posto in classifica generale. Nella parte conclusiva della stagione la Force India supera e stacca la squadra rivale, ottenendo il miglior risultato della propria storia.

#### 2017

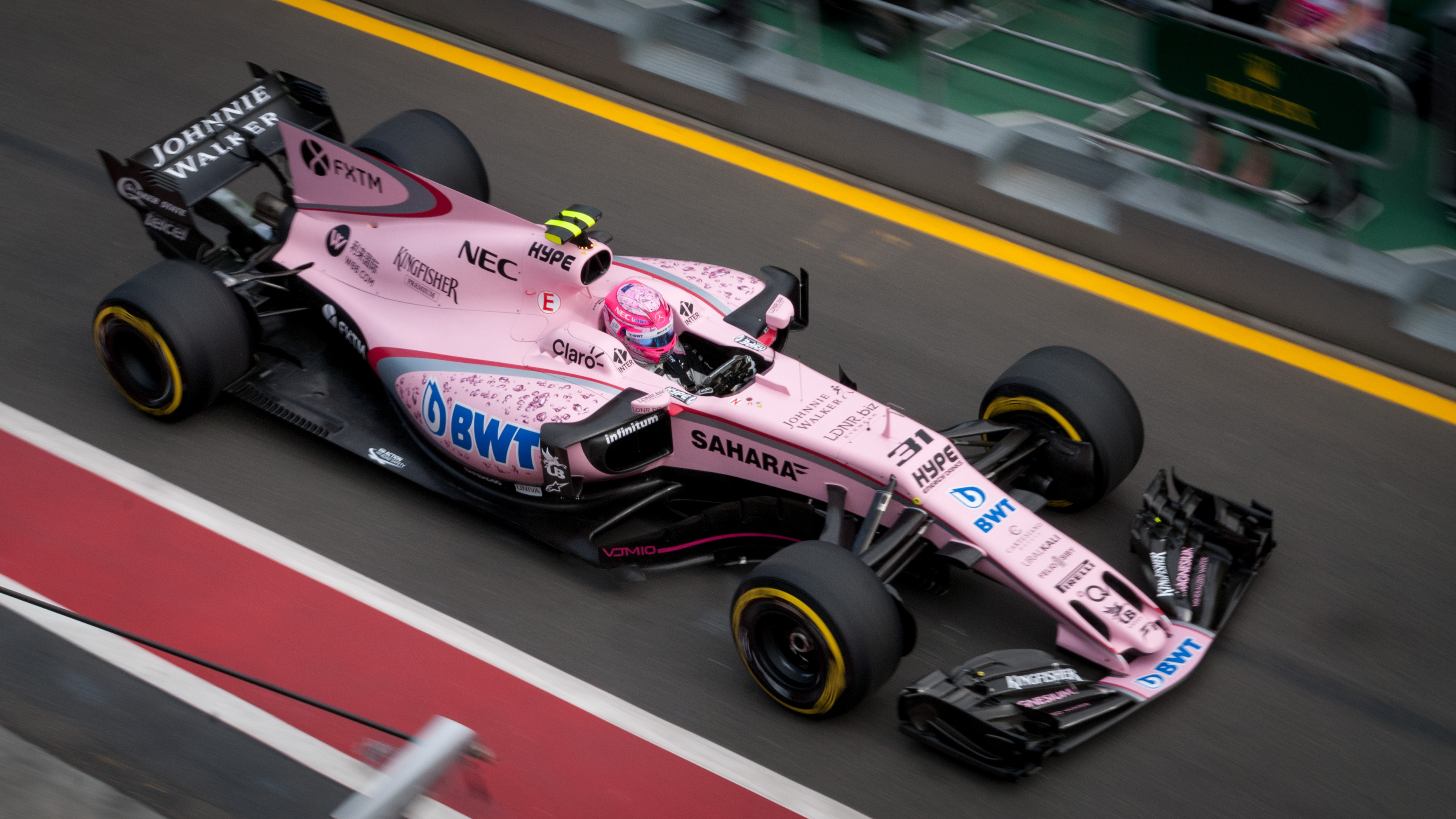
Ocon sulla vettura del 2017, caratterizzata dalla livrea rosa

Nel 2017 la Force India conferma l'esperto Pérez e ingaggia il giovane francese Esteban Ocon, che aveva disputato le ultime gare della stagione precedente con la Manor, in sostituzione di Hülkenberg, passato alla Renault.
Prima dell'inizio della stagione la scuderia indiana conclude un accordo di sponsorizzazione con l'austriaca BWT, in seguito al quale le vetture vengono dotate di una nuova livrea rosa.
La prima parte del campionato è positiva per la Force India, che manda a punti entrambi i piloti nelle prime cinque gare, con un quarto posto di Pérez nel Gran Premio di Spagna come migliore risultato. Il Gran Premio di Monaco segna una battuta d'arresto, con entrambi i piloti autori di gare travagliate e al traguardo fuori dalla zona punti, ma già nel seguente Gran Premio del Canada Pérez e Ocon riprendono a fare segnare risultati utili, consolidando la quarta posizione nel campionato costruttori per la scuderia indiana. Nel Gran Premio del Messico si assicurano la 4ª posizione in campionato per il secondo anno consecutivo, e nonostante nessun podio conquistato rispetto alle ultime tre stagioni migliorano il bottino di punti rispetto al 2016, 187 contro 173. Inoltre Ocon fa segnare un singolare record: il Gran Premio del Brasile mette fine ad una striscia di 27 gran premi consecutivi senza ritiri a partire dal suo debutto (9 con la Manor e 18 con la Force India), mai successo prima.

#### 2018: l'amministrazione controllata, la vendita e il cambio di denominazione
Il 2018 inizia in salita per la scuderia indiana, con la nuova vettura che si dimostra al di sotto delle aspettative. Il primo punto stagionale viene conquistato da Ocon al secondo Gran Premio della stagione, ma bisogna attendere il caotico Gran Premio d'Azerbaigian per vedere una monoposto competitiva, con la quarta fila conquistata nelle qualifiche e il terzo posto di Pérez alla domenica.
Il 27 luglio, alla vigilia del Gran Premio d'Ungheria, la scuderia indiana è entrata in amministrazione controllata, dopo l'udienza dell'Alta Corte di Londra, in attesa di completare la cessione del team.
Il 7 agosto un consorzio guidato da Lawrence Stroll, padre di Lance Stroll, pilota della Williams, ha acquistato la Force India salvandola dal fallimento. A confermare la vendita è stato il direttore operativo Otmar Szafnauer. Nelle proprie comunicazioni il team ha utilizzato, da quel momento, il nome Force India F1 Team, senza più l'aggiunta dello sponsor Sahara.
La presenza della scuderia indiana alla gara successiva in Belgio, subito dopo la pausa estiva, è stata messa in dubbio da alcuni problemi legali, che non permettevano di concludere il passaggio di proprietà. Mancava l'accordo con un pool di banche indiane che facevano da finanziatrici alla vecchia proprietà: ciò non consentiva alla nuova proprietà di acquisire il titolo sportivo per partecipare al gran premio. La FIA ha deciso così di escludere la Sahara Force India F1 Team dal campionato, in forza dell'articolo 8.2 del regolamento sportivo. Il team, da quel momento, ha partecipato al campionato col nome di Racing Point Force India F1 Team, correndo con licenza britannica e mantenendo i bonus FOM, ma ha perso tutti i punti conquistati con la vecchia denominazione (59), al contrario dei piloti che invece li hanno conservati. Inoltre da quel momento il direttore operativo Otmar Szafnauer ha sostituito Robert Fernley nel ruolo di team principal della squadra.
Il primo Gran Premio sotto la nuova denominazione si rivela positivo per il team. Dopo una clamorosa seconda fila conquistata nelle qualifiche, grazie anche al fatto che la pioggia nella Q3 aveva favorito proprio i motorizzati Mercedes, i due piloti non riescono a resistere alla rimonta di Max Verstappen e Valtteri Bottas; Sergio Pérez conclude quinto, mentre il suo compagno di squadra Esteban Ocon sesto. Anche il successivo Gran Premio d'Italia vede la scuderia inglese andare a punti, con Ocon che chiude sesto davanti a Pérez settimo. I due piloti tornano a punti nel Gran Premio di Russia, con Ocon nono che chiude ancora davanti a Pérez decimo, mentre nel Gran Premio del Giappone Pérez finisce settimo con Ocon nono. Nel Gran Premio degli Stati Uniti Pérez giunge ottavo, mentre Ocon viene squalificato per il flusso del carburante superiore alla norma. Nel Gran Premio del Brasile arriva un solo punto per la scuderia, con il decimo posto di Pérez, mentre Ocon chiude quattordicesimo. L'appuntamento conclusivo ad Abu Dhabi, vede Pérez giungere all'ottavo posto, mentre Ocon si ritira a pochi giri dal termine. La scuderia, sotto la nuova denominazione, chiude la stagione totalizzando 52 punti in 9 Gran Premi, che le valgono il settimo posto finale nella classifica costruttori.
La Haas, con una protesta formale inviata prima dell'ultimo Gran Premio del 2018, ha contestato il fatto che la nuova scuderia potesse partecipare alla ripartizione dei premi fra i costruttori, considerando che la squadra ha cambiato nome, e quindi utilizzerebbe una monoposto costruita da un team diverso. I commissari sportivi hanno rigettato la protesta della Haas, che intendeva proporre appello alla Federazione. Successivamente il team statunitense ha deciso di non proseguire nella sua azione.
Dopo il Gran Premio di Abu Dhabi, la scuderia Force India viene definitivamente sostituita dalla Racing Point F1 Team.

## Statistiche

### Podi
| Anno | Podio          |
| ---- | -------------- |
| 2009 | Belgio         |
| 2014 | Bahrein        |
| 2015 | Russia         |
| 2016 | Monaco, Europa |
| 2018 | Azerbaigian    |

### Pole position
| Anno | Pole position |
| ---- | ------------- |
| 2009 | Belgio        |

### Giri veloci
| Anno | Giro veloce |
| ---- | ----------- |
| 2009 | Italia      |
| 2012 | Singapore   |
| 2014 | Austria     |
| 2016 | Cina        |
| 2017 | Monaco      |

## Piloti
| Pilota               | Anni            | Gran Premi | GP vinti | GP a podio | Pole position | Giri veloci | Punti |
| -------------------- | --------------- | ---------- | -------- | ---------- | ------------- | ----------- | ----- |
| Sergio Pérez         | 2014-2018       | 99         | 0        | 5          | 0             | 2           | 400   |
| Adrian Sutil         | 2008-2011, 2013 | 92         | 0        | 0          | 0             | 1           | 123   |
| Nico Hülkenberg      | 2012, 2014-2016 | 78         | 0        | 0          | 0             | 2           | 289   |
| Paul di Resta        | 2011-2013       | 58         | 0        | 0          | 0             | 0           | 121   |
| Esteban Ocon         | 2017-2018       | 41         | 0        | 0          | 0             | 0           | 136   |
| Giancarlo Fisichella | 2008-2009       | 30         | 0        | 1          | 1             | 0           | 8     |
| Vitantonio Liuzzi    | 2009-2010       | 24         | 0        | 0          | 0             | 0           | 21    |

## Risultati in Formula 1

### Force India
| Anno | Vettura | Motore  | Gomme | Piloti     |     |     |    |     |     |     |     |    |     |    |     |     |    |     |     |     |     |    |  |  |  | Punti | Pos. |
| ---- | ------- | ------- | ----- | ---------- | --- | --- | -- | --- | --- | --- | --- | -- | --- | -- | --- | --- | -- | --- | --- | --- | --- | -- |  |  |  | ----- | ---- |
| 2008 | VJM01   | Ferrari | B     | Sutil      | Rit | Rit | 19 | Rit | 16  | Rit | Rit | 19 | Rit | 15 | Rit | Rit | 13 | 19  | Rit | Rit | Rit | 16 |  |  |  | 0     | 10º  |
| 2008 | VJM01   | Ferrari | B     | Fisichella | Rit | 12  | 12 | 10  | Rit | Rit | Rit | 18 | Rit | 16 | 15  | 14  | 17 | Rit | 14  | Rit | 17  | 18 |  |  |  | 0     | 10º  |

| Anno | Vettura | Motore   | Gomme | Piloti     |    |    |    |    |     |    |     |    |    |     |    |    |     |     |    |     |    |  |  |  |  | Punti | Pos. |
| ---- | ------- | -------- | ----- | ---------- | -- | -- | -- | -- | --- | -- | --- | -- | -- | --- | -- | -- | --- | --- | -- | --- | -- |  |  |  |  | ----- | ---- |
| 2009 | VJM02   | Mercedes | B     | Sutil      | 9  | 17 | 17 | 16 | Rit | 14 | 17  | 17 | 15 | Rit | 10 | 11 | 4   | Rit | 13 | Rit | 17 |  |  |  |  | 13    | 9º   |
| 2009 | VJM02   | Mercedes | B     | Fisichella | 11 | 18 | 14 | 15 | 14  | 9  | Rit | 10 | 11 | 14  | 12 | 2  |     |     |    |     |    |  |  |  |  | 13    | 9º   |
| 2009 | VJM02   | Mercedes | B     | Liuzzi     |    |    |    |    |     |    |     |    |    |     |    |    | Rit | 14  | 14 | 11  | 15 |  |  |  |  | 13    | 9º   |

| Anno | Vettura | Motore   | Gomme | Piloti |    |     |     |     |    |   |    |    |    |    |    |     |    |    |     |     |     |     |     |  |  | Punti | Pos. |
| ---- | ------- | -------- | ----- | ------ | -- | --- | --- | --- | -- | - | -- | -- | -- | -- | -- | --- | -- | -- | --- | --- | --- | --- | --- |  |  | ----- | ---- |
| 2010 | VJM03   | Mercedes | B     | Sutil  | 12 | Rit | 5   | 11  | 7  | 8 | 9  | 10 | 6  | 8  | 17 | Rit | 5  | 16 | 9   | Rit | Rit | 12  | 13  |  |  | 68    | 7º   |
| 2010 | VJM03   | Mercedes | B     | Liuzzi | 9  | 7   | Rit | Rit | 15 | 9 | 13 | 9  | 16 | 11 | 16 | 13  | 10 | 12 | Rit | Rit | 6   | Rit | Rit |  |  | 68    | 7º   |

| Anno | Vettura | Motore   | Gomme | Piloti   |    |    |    |     |    |    |     |    |    |    |    |    |     |   |    |    |    |   |   |  |  | Punti | Pos. |
| ---- | ------- | -------- | ----- | -------- | -- | -- | -- | --- | -- | -- | --- | -- | -- | -- | -- | -- | --- | - | -- | -- | -- | - | - |  |  | ----- | ---- |
| 2011 | VJM04   | Mercedes | P     | Sutil    | 9  | 11 | 15 | 13  | 13 | 7  | Rit | 9  | 11 | 6  | 14 | 7  | Rit | 8 | 11 | 11 | 9  | 8 | 6 |  |  | 69    | 6º   |
| 2011 | VJM04   | Mercedes | P     | Di Resta | 10 | 10 | 11 | Rit | 12 | 12 | 18  | 14 | 15 | 13 | 7  | 11 | 8   | 6 | 12 | 10 | 13 | 9 | 8 |  |  | 69    | 6º   |

| Anno | Vettura | Motore   | Gomme | Piloti     |     |   |    |    |    |   |    |   |     |    |    |    |    |    |    |    |    |     |    |    |  | Punti | Pos. |
| ---- | ------- | -------- | ----- | ---------- | --- | - | -- | -- | -- | - | -- | - | --- | -- | -- | -- | -- | -- | -- | -- | -- | --- | -- | -- |  | ----- | ---- |
| 2012 | VJM05   | Mercedes | P     | Di Resta   | 10  | 7 | 12 | 6  | 14 | 7 | 11 | 7 | Rit | 11 | 12 | 10 | 8  | 4  | 12 | 12 | 12 | 9   | 15 | 19 |  | 109   | 7º   |
| 2012 | VJM05   | Mercedes | P     | Hülkenberg | Rit | 9 | 15 | 12 | 10 | 8 | 12 | 5 | 12  | 9  | 11 | 4  | 21 | 14 | 7  | 6  | 8  | Rit | 8  | 5  |  | 109   | 7º   |

| Anno | Vettura | Motore   | Gomme | Piloti   |   |     |     |    |    |   |    |   |    |     |     |     |    |     |    |   |    |     |    |  |  | Punti | Pos. |
| ---- | ------- | -------- | ----- | -------- | - | --- | --- | -- | -- | - | -- | - | -- | --- | --- | --- | -- | --- | -- | - | -- | --- | -- |  |  | ----- | ---- |
| 2013 | VJM06   | Mercedes | P     | Di Resta | 8 | Rit | 8   | 4  | 7  | 9 | 7  | 9 | 11 | 18  | Rit | Rit | 20 | Rit | 11 | 8 | 6  | 15  | 11 |  |  | 77    | 6º   |
| 2013 | VJM06   | Mercedes | P     | Sutil    | 7 | Rit | Rit | 13 | 13 | 5 | 10 | 7 | 13 | Rit | 9   | 16  | 10 | 20  | 14 | 9 | 10 | Rit | 13 |  |  | 77    | 6º   |

| Anno | Vettura | Motore   | Gomme | Piloti     |    |    |   |   |    |     |    |   |    |    |     |    |    |   |    |    |     |    |   |  |  | Punti | Pos. |
| ---- | ------- | -------- | ----- | ---------- | -- | -- | - | - | -- | --- | -- | - | -- | -- | --- | -- | -- | - | -- | -- | --- | -- | - |  |  | ----- | ---- |
| 2014 | VJM07   | Mercedes | P     | Hülkenberg | 6  | 5  | 5 | 6 | 10 | 5   | 5  | 8 | 9  | 7  | Rit | 10 | 12 | 9 | 8  | 12 | Rit | 8  | 6 |  |  | 155   | 6º   |
| 2014 | VJM07   | Mercedes | P     | Pérez      | 10 | NP | 3 | 9 | 9  | Rit | 13 | 6 | 11 | 10 | Rit | 8  | 7  | 7 | 10 | 10 | Rit | 15 | 7 |  |  | 155   | 6º   |

| Anno | Vettura | Motore   | Gomme | Piloti     |    |    |     |    |    |    |    |   |   |     |    |   |     |    |     |     |   |    |   |  |  | Punti | Pos. |
| ---- | ------- | -------- | ----- | ---------- | -- | -- | --- | -- | -- | -- | -- | - | - | --- | -- | - | --- | -- | --- | --- | - | -- | - |  |  | ----- | ---- |
| 2015 | VJM08   | Mercedes | P     | Hülkenberg | 7  | 14 | Rit | 13 | 15 | 11 | 8  | 6 | 7 | Rit | NP | 7 | Rit | 6  | Rit | Rit | 7 | 6  | 7 |  |  | 136   | 5º   |
| 2015 | VJM08   | Mercedes | P     | Pérez      | 10 | 13 | 11  | 8  | 13 | 7  | 11 | 9 | 9 | Rit | 5  | 6 | 7   | 12 | 3   | 5   | 8 | 12 | 5 |  |  | 136   | 5º   |

| Anno | Vettura | Motore   | Gomme | Piloti     |    |    |    |     |     |   |    |   |    |   |    |    |   |    |     |   |   |     |    |   |   | Punti | Pos. |
| ---- | ------- | -------- | ----- | ---------- | -- | -- | -- | --- | --- | - | -- | - | -- | - | -- | -- | - | -- | --- | - | - | --- | -- | - | - | ----- | ---- |
| 2016 | VJM09   | Mercedes | P     | Hülkenberg | 7  | 15 | 15 | Rit | Rit | 6 | 8  | 9 | 19 | 7 | 10 | 7  | 4 | 10 | Rit | 8 | 8 | Rit | 7  | 7 | 7 | 173   | 4º   |
| 2016 | VJM09   | Mercedes | P     | Pérez      | 13 | 16 | 11 | 9   | 7   | 3 | 10 | 3 | 17 | 6 | 11 | 10 | 5 | 8  | 8   | 6 | 7 | 8   | 10 | 4 | 8 | 173   | 4º   |

| Anno | Vettura | Motore   | Gomme | Piloti |    |    |    |   |   |    |   |     |   |   |   |    |   |    |    |   |   |   |     |   |  | Punti | Pos. |
| ---- | ------- | -------- | ----- | ------ | -- | -- | -- | - | - | -- | - | --- | - | - | - | -- | - | -- | -- | - | - | - | --- | - |  | ----- | ---- |
| 2017 | VJM10   | Mercedes | P     | Pérez  | 7  | 9  | 7  | 6 | 4 | 13 | 5 | Rit | 7 | 9 | 8 | 17 | 9 | 5  | 6  | 7 | 8 | 7 | 9   | 7 |  | 187   | 4º   |
| 2017 | VJM10   | Mercedes | P     | Ocon   | 10 | 10 | 10 | 7 | 5 | 12 | 6 | 6   | 8 | 8 | 9 | 9  | 6 | 10 | 10 | 6 | 6 | 5 | Rit | 8 |  | 187   | 4º   |

| Anno | Vettura | Motore   | Gomme | Piloti |    |    |    |     |     |    |    |     |   |    |   |    |  |  |  |  |  |  |  |  |  | Punti    | Pos. |
| ---- | ------- | -------- | ----- | ------ | -- | -- | -- | --- | --- | -- | -- | --- | - | -- | - | -- |  |  |  |  |  |  |  |  |  | -------- | ---- |
| 2018 | VJM11   | Mercedes | P     | Pérez  | 11 | 16 | 12 | 3   | 9   | 12 | 14 | Rit | 7 | 10 | 7 | 14 |  |  |  |  |  |  |  |  |  | 0‡ (59)‡ | SQ   |
| 2018 | VJM11   | Mercedes | P     | Ocon   | 12 | 10 | 11 | Rit | Rit | 6  | 9  | Rit | 6 | 7  | 8 | 13 |  |  |  |  |  |  |  |  |  | 0‡ (59)‡ | SQ   |

### Racing Point Force India
| Anno | Vettura | Motore   | Gomme | Piloti |  |  |  |  |  |  |  |  |  |  |  |  |   |   |     |    |   |    |     |    |     | Punti | Pos. |
| ---- | ------- | -------- | ----- | ------ |  |  |  |  |  |  |  |  |  |  |  |  | - | - | --- | -- | - | -- | --- | -- | --- | ----- | ---- |
| 2018 | VJM11   | Mercedes | P     | Pérez  |  |  |  |  |  |  |  |  |  |  |  |  | 5 | 7 | 16  | 10 | 7 | 8  | Rit | 10 | 8   | 52    | 7º   |
| 2018 | VJM11   | Mercedes | P     | Ocon   |  |  |  |  |  |  |  |  |  |  |  |  | 6 | 6 | Rit | 9  | 9 | SQ | 11  | 14 | Rit | 52    | 7º   |

| Legenda | 1º posto     | 2º posto | 3º posto    | A punti         | Senza punti/Non class.  | Grassetto – Pole position Corsivo – Giro più veloce |
| Legenda | Squalificato | Ritirato | Non partito | Non qualificato | Solo prove/Terzo pilota | Grassetto – Pole position Corsivo – Giro più veloce |